# Lex Delles

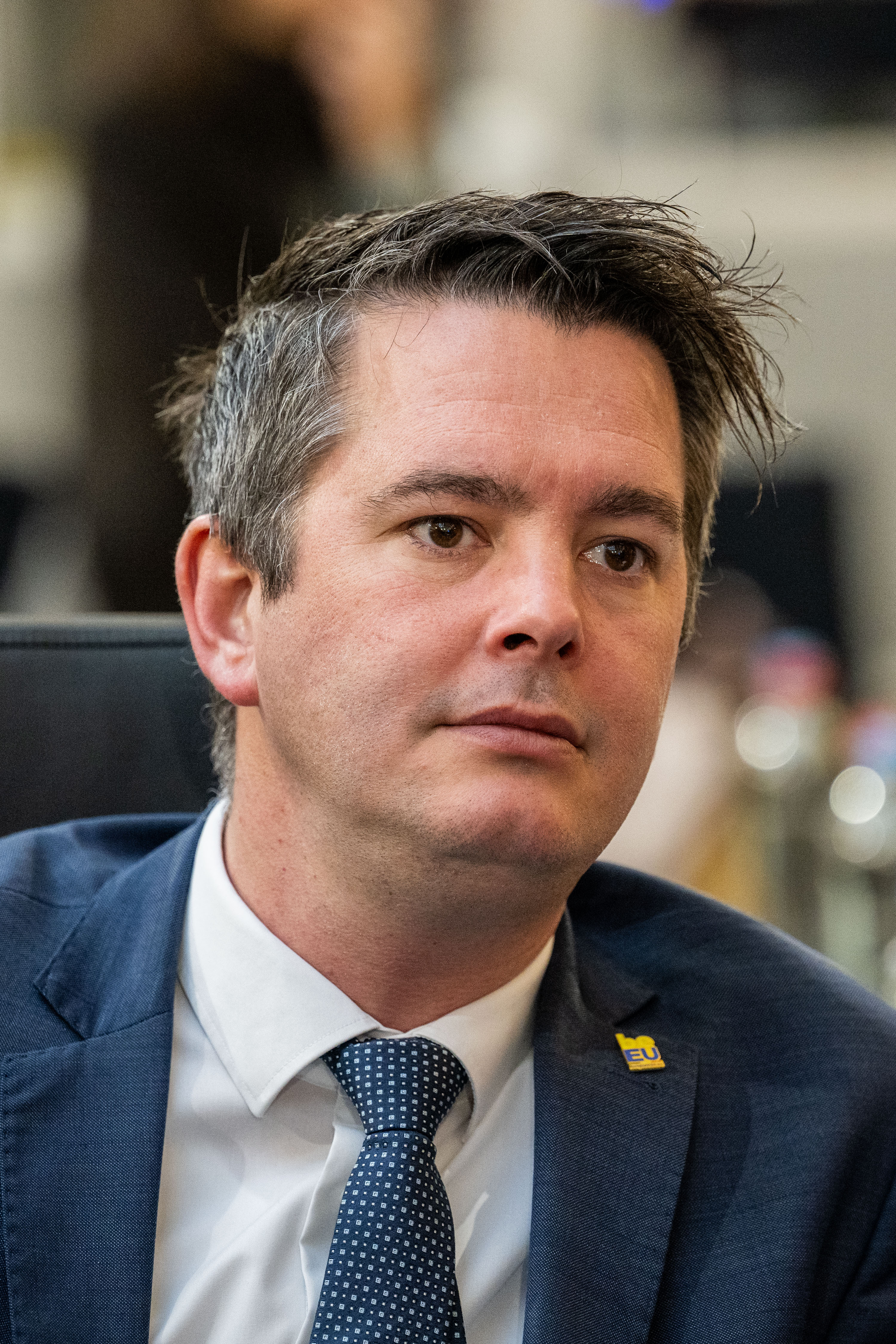
Lex Delles (2024)

Lex Delles (* 28. November 1984 in Bad Mondorf) ist ein luxemburgischer Politiker der Demokratesch Partei (DP). Er ist luxemburgischer Minister für Mittelstand und Minister für Tourismus.

## Leben
Nach seinem Abitur im Jahr 2003 studierte Lex Delles erst Rechtswissenschaften an der Universität Luxemburg, wechselte dann aber zu einem Studium der Erziehungswissenschaften an der Haute Ecole Robert Schuman in Virton (Belgien), das er mit einem Diplom abschloss. Nach seinem Studium arbeitete Lex Delles als Lehrer an der Grundschule in Lenningen.
Ab 2010 engagierte sich Delles bei den Jungen Demokraten (Jonk Demokraten). Seit November 2015 ist er Vizepräsident der DP. Im Jahr 2011 trat Lex Delles zur Gemeindewahl in seinem Heimatort Bad Mondorf an und wurde auch auf Anhieb zum Schöffen gewählt. Im Januar 2014 wurde er als Bürgermeister von Bad Mondorf vereidigt.
Bei den Parlamentswahlen 2013 wurde Lex Delles in die luxemburgische Abgeordnetenkammer gewählt und war von 2013 bis 2018 Präsident der Kommission für Bildung, Kinder und Jugend. Außerdem war er Mitglied der Kommission für den öffentlichen Dienst und Verwaltungsreformen, der Kommission für Landwirtschaft, Weinbau, ländliche Entwicklung und Verbraucherschutz, sowie der Kommission für Kultur. Bei den Kommunalwahlen 2017 konnte Lex Delles sein Mandat als Bürgermeister verteidigen.
Nach der Parlamentswahl am 14. Oktober 2018 wurde Lex Delles Minister für Mittelstand und Minister für Tourismus in die Koalitionsregierung von Demokratischer Partei (DP), Lëtzebuerger Sozialistesch Aarbechterpartei (LSAP) und Déi Gréng. Sein Amt als Bürgermeister gab er daraufhin auf.